# 950-ті
Раннє Середньовіччя •  Епоха вікінгів •  Золота доба ісламу •  Реконкіста

## Події

### Східна Європа та Візантія
У Київській Русі за малоліття Святослава правила княгиня Ольга. 957 року вона відвідала Константинополь і прийняла християнство. Вона також відправила послів до німецького короля Оттона І, зокрема з проханням надіслати до Києва єпископа і священників.
Костянтин VII Багрянородний правив Візантією до 959 року, а після його смерті василевсом проголошений Роман II. Візантія здобула низку перемог над арабами в Сирії та Месопотамії і вела приготування до морського походу на Крит, з метою звільнити його від сарацинів. Візантійський флот також зміцнив позиції Імперії на півдні Італії, де йому доводилося боротися проти сарацинів, які окупували Сицилію.
Мешко I, який прийшов до влади 960 року, був першим історично достовірним князем Польщі. Петро I правив у Болгарії, Михайло I Крешимир у Хорватії.

### Західна Європа
Східним Франкським королівством правив Оттон I Великий. 951 року він вторся в Італійське королівство, розбив Беренгара II і проголосив себе королем лангобардів. Незабаром Беренгар склав йому омаж і отримав королівство як лен. Потім Оттону довелося усмиряти бунт свого брата Людольфа Швабського та герцога Лотарингії Конрада Рудого. 955 року війська Оттона завдали важкої поразки мадярам у битві на річці Лех, після чого рейди угорців у німецькі землі припинилися. Оттон вів успішний наступ на землі слов'ян.
Західним Франкським королівством правив Людовик IV Заморський, а після його смерті його син Лотар. Влада короля була радше номінальною, землі, що належали королю, складали тільки невелику частину королівства. Королям доводилося вести війни з магнатами, особливо з герцогом франків Гуго Великим. Після смерті Гуго 956 року його сини Гуго Капет та Оттон отримали Аквітанію та Бургундію, відповідно.
Король королівства Англія Едред 954 року відібрав у вікінгів Нортумбрію і вперше почав правити всією Англією. Після його смерті королем став Едвін Красивий, однак він викликав невдоволення знаті, і 957 року вони обрали іншого короля — Едгара Мирного. 959 року Едвін Красивий помер, і Едгар залишився єдиним королем.
Більшу частину Піренейського півострова займав Кордовський халіфат, де правив Абд ар-Рахман III, але північну його частину займало королівство Астурії, Галіції та Леону, столицею якого було місто Леон. В стосунках між халіфатом та християнами періоди війни змінювалися перідами перемир'я. Леоном до 956 року правив Ордоньйо III, потім його змінив Санчо I Товстий, якого змістив з трону Ордоньйо IV, звинувативши в надмірній оргядності. 960 року Санчо повернув собі трон при підтримці Кордовського халіфату.
Після поразки від німців у битві на річці Лех великим князем мадярів став Такшонь. Мадяри припинили напади на німецькі землі, однак здійснювали рейди в Бургундію та Італію.

### Мусульманський світ
951 року священний для мусульман Чорний камінь повернули в Каабу. Аббасидським халіфом був аль-Муті, але реальної влади він не мав. Багдад контролювали Буїди-шиїти. У Середній Азії правили Саманіди, в Сирії — Хамданіди. Фатіміди утримували владу в Іфрикії й боролися за контроль над Магрибом із Омейядами з Кордовського халіфату. Кальбіти контролювали Сицилію. Роздробленість в мусульманському світі сприяла військовим успіхам Візантії.

### Китай
У Китаї добіг кінця період п'яти династій і десяти держав. 960 року започаткована династія Сун, правителі якої незабаром об'єднають під своєю владою великі території. Ханьці ще 951 року збунтували під проводом Го Вея проти династії Пізня Хань, у якій владу втримували представники тюркського племені шато. Вони заснували державу Пізня Чжоу. Шато утворили окрему державу Північна Хань. Тим часом Південна Тан поглинула державу Чу. 950 року Чжао Куан'їнь, полководець Пізної Чжоу захопив владу й проголосив себе імператором. Кидані, на півночі, мали свою власну державу під назвою Ляо.